# BD+20°1790
BD+20°1790은 젊은 K형 주계열성으로 쌍둥이자리 방향으로 지구로부터 약 85 광년 떨어진 곳에 있다. 이 별은 젊고 매우 활동적이며, 황새치자리 AB 운동성군의 일원이고, 외계 행성을 데리고 있을 가능성이 크다(그러나 아직 확인되지는 않았음). 이 별은 Super WASP 통과 외계 행성 연구진의 지속적 관측 대상이 되어 왔다. 2009년 12월 외계 행성의 존재가 제기되었다.

## 동반 행성
항성을 관측하여 7.7834일 주기로 별을 공전하는 행성이 존재한다는 결론을 얻었으며, 이는 항성 근처에 무거운 가스 행성이 존재하여 항성 활동을 활발하게 만든다는 논리를 충족시키는 가설이었다. 바다뱀자리 TW를 근적외선으로 관측한 결과 주위를 돌 것이라고 예상했던 외계 행성이 존재하지 않는 것으로 결론지어졌기 때문에, BD+20°1790 b는 주계열성 주위를 도는 외계 행성 후보로는 가장 젊은 천체이다(약 3,500 ~ 8,000만 년). b의 존재를 증명하기 위해서는 바다뱀자리 TW를 관측했던 것과 같은 검증법이 필요하다(근적외선 영역에서의 시선 속도 관측법). 그러나 이후 추가적 연구를 통해 이 행성은 실제 존재하지 않음이 유력해졌는데, 그 이유는 행성 존재 증거라고 여겼던 BD+20°1790의 시선 속도는 가스 행성이 아니라 자체의 활발한 활동 때문일 확률이 높기 때문이다.
| 동반 천체 (가까운 천체순) | 질량 (MJ)    | 공전주기 (일)   | 공전궤도 반지름 (AU) | 이심률      |
| ------------------------- | ------------ | --------------- | -------------------- | ----------- |
| b                         | ≥6.54 ± 0.57 | 7.7834 ± 0.0004 | 0.066 ± 0.001        | 0.05 ± 0.02 |